# Castellers de la Vila de Gràcia

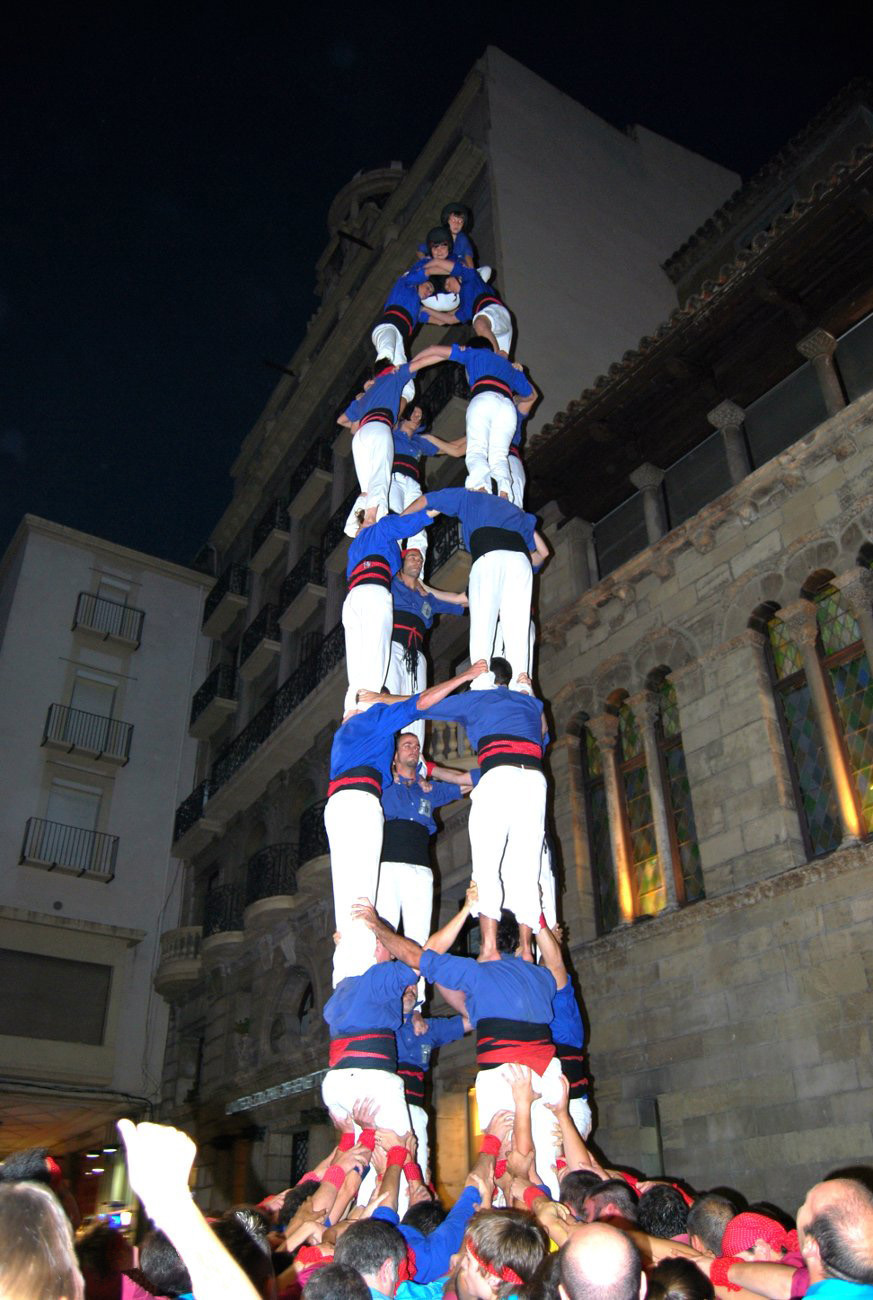
4 de 8 dei Castellers de la Vila de Gràcia a Lleida (24-10-2009)

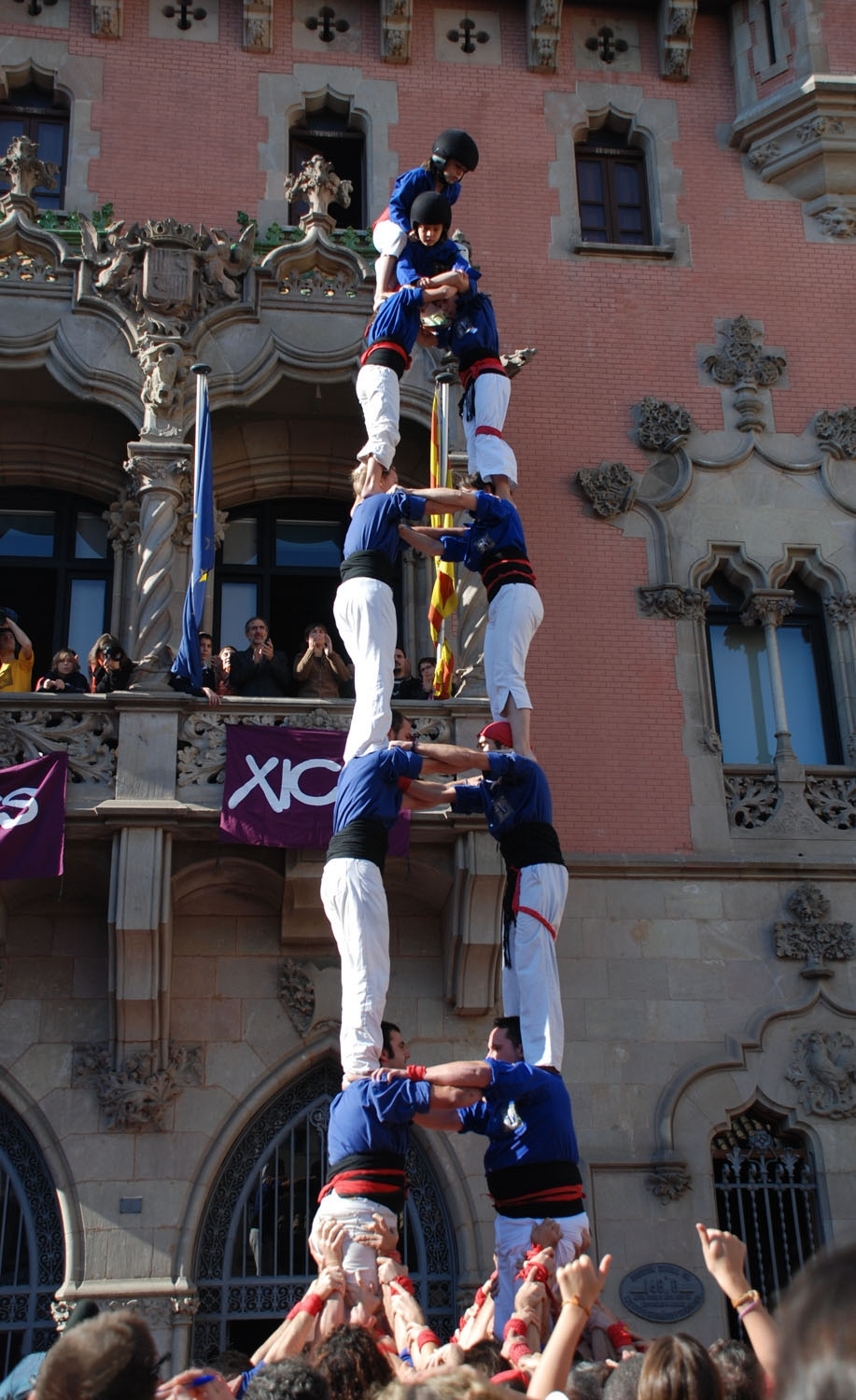
2 de 7 a Granollers (novembre 2007)

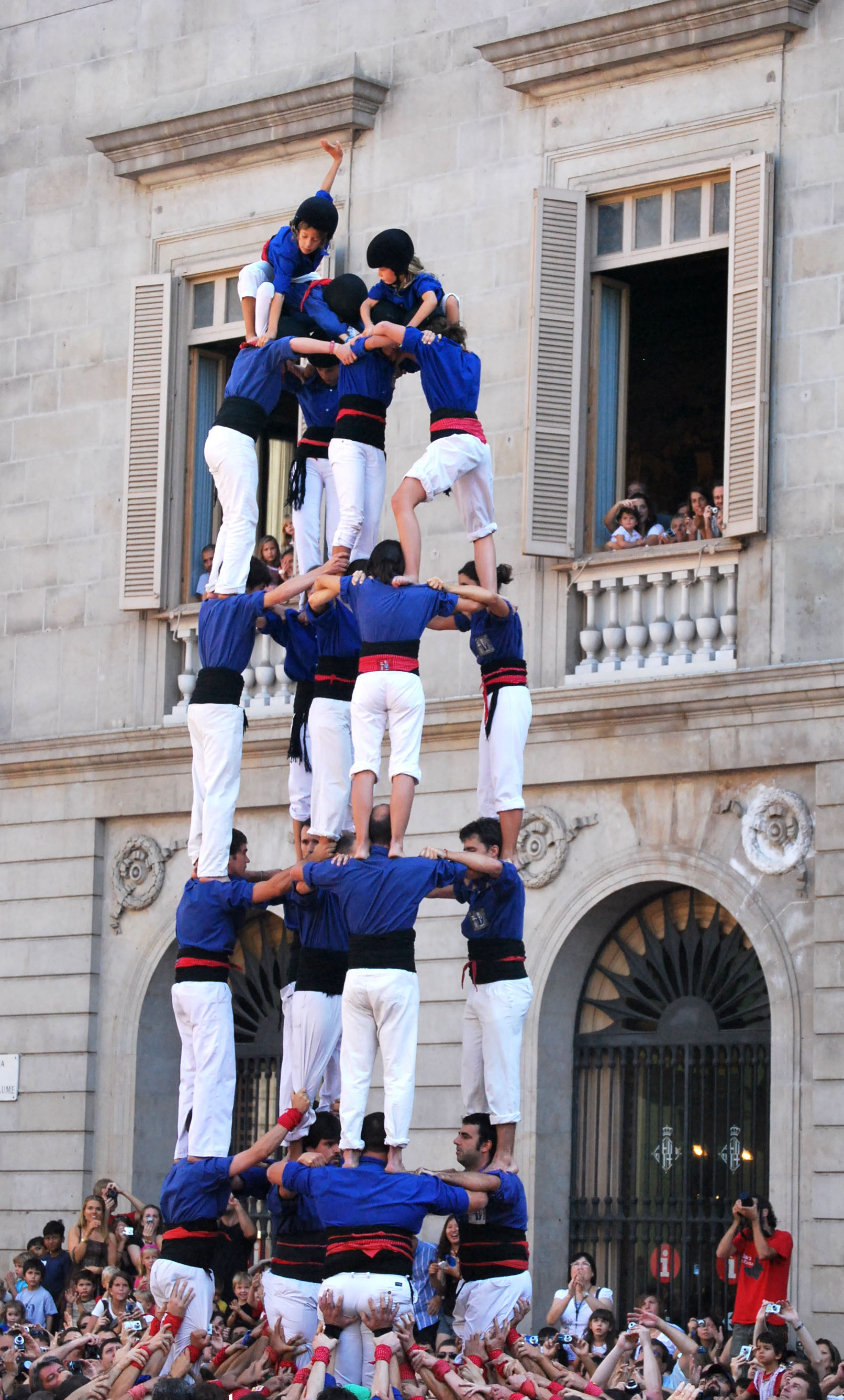
5 de 7 di Gràcia a La Mercè (24/09/2009)

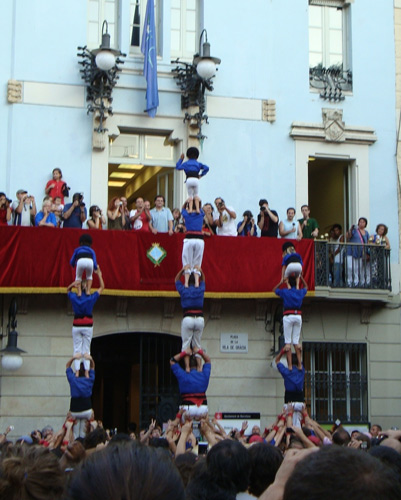
Vano de cinc della colla di Gràcia in Piazza "de la Vila" durante la Festa Major de Gràcia (22/08/2009)

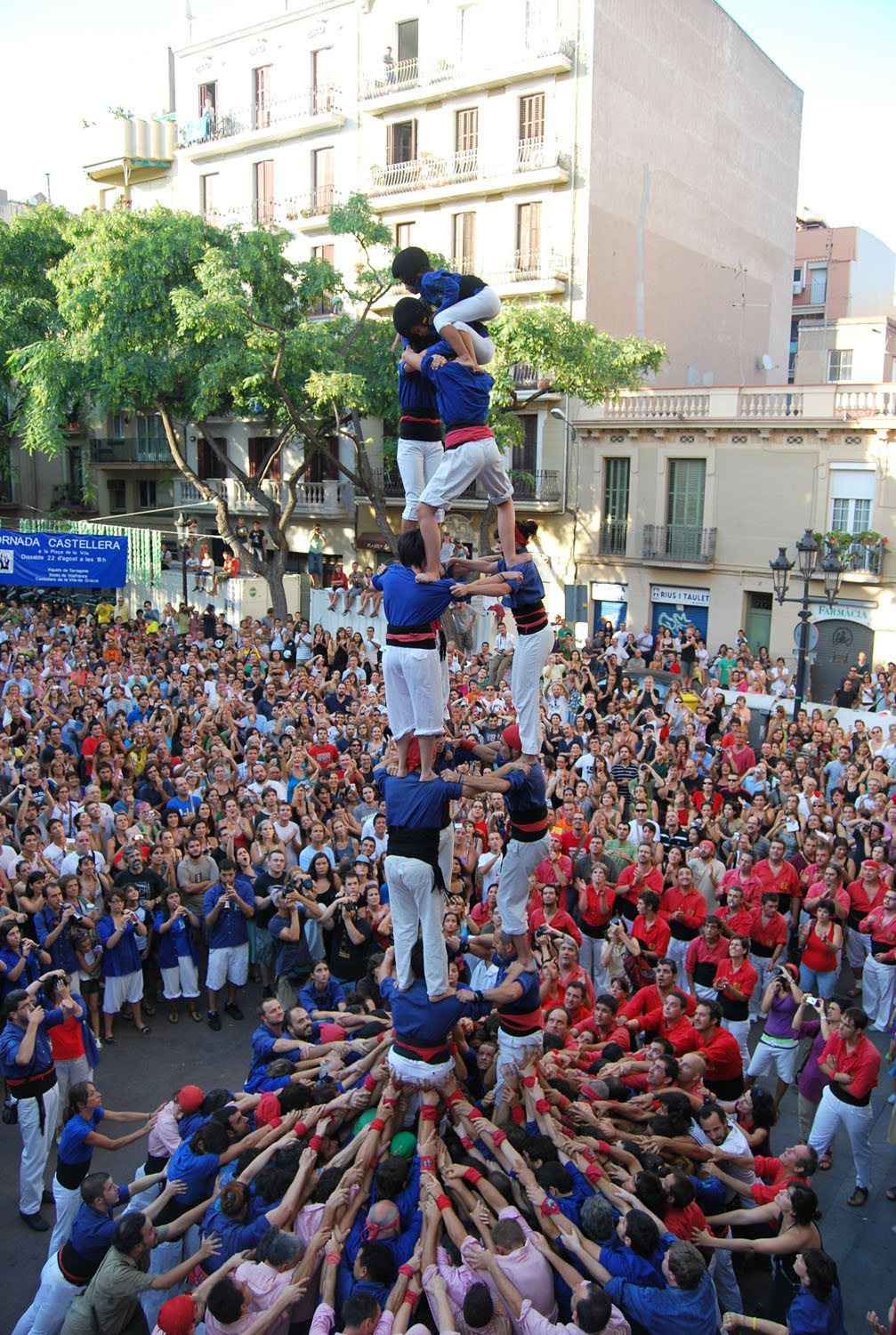
3 de 7 aixecat per sota. Festa Major de Gràcia (22/08/2009)

I Castellers de la Vila de Gràcia sono una colla castellera della Vila de Gràcia, a Barcellona, fondata nel 1996, che fece la sua prima apparizione pubblica nel 1997 durante la festa di Santa Eulàlia nella Plaça de Sant Jaume di Barcellona. l'obiettivo è la costruzione di torri umane di colore azzurro che simboleggia il mare. In catalano, la parola “colla” indica un gruppo di persone.
Il primo 4 de 8 (castell di 8 livelli, con 4 persone ad ogni livello) scaricato (cioè montato completamente e poi smontato, senza cadere) dai “graciencs” è stato il 17 agosto 2003 sulla “Plaça de la Vila de Gràcia”, in occasione della giornata di “castells” della Festa Major de Gràcia.
La migliore esibizione della loro storia è: 4 de 8, 3 de 8 (c) e 5 de 7.
Fino al 2010, i Castellers de la Vila de Gràcia si sono esibiti in 5 occasioni al Concorso di “Castells” che ha luogo ogni due anni a Tarragona: 2002, 2004, 2006, 2008 e 2010.
Sono conosciuti come “la colla dels blaus” (la “colla” degli azzurri), per il colore della camicia, o la “colla” degli studenti, per la giovane età che per tradizione hanno i suoi componenti.

## Storia
I “castells” a Gràcia non sono un fatto nuovo, poiché ci sono riferimenti storici che rimandano alla fine del XIX secolo ed ai primi anni trenta del XX secolo. Verso il 1890 si creò una “colla”, costituita da persone provenienti dalle zone rurali di Tarragona, emigrate a causa della crisi della fillossera, i Xiquets de Gràcia. Probabilmente, questi nuovi cittadini di Gràcia trovarono nell'ambiente da paese di allora, giacché “Gràcia” era ancora una “Vila” (non un quartiere di Barcellona, come oggigiorno), l'atmosfera propizia per svolgervi l'attività dei “castells” come “colla” locale. È attestato il fatto che questo gruppo si è esibito, come minimo, a partire dagli anni 1880, tra il 1900 e il 1910 e nel secondo decennio del secolo XX. La maggior parte delle esibizioni si effettuò durante la festa patronale di Gràcia (“Festa Major de Gràcia").

### Gli inizi
La storia dei Castellers de la Vila de Gràcia attuali è cominciata all'inizio degli anni 90 del secolo XX, quando dei giovani legati ai gruppi associativi di Gràcia, amanti dei “castells”, hanno iniziato a parlare della possibilità di creare una “colla castellera”. Questa idea prese forma quando si decise di fare la prima riunione nell'ottobre del 1996 e si fecero circolare le prime informazioni. Così si convocò la prima prova il 23 novembre di quello stesso anno sulla “Plaça del Sol”, in cui si trovarono già una trentina di persone.
La prima apparizione pubblica della nuova “colla” di Gràcia fu nel febbraio del 1997 in occasione della giornata di “castells” di Santa Eulàlia sulla Plaça de Sant Jaume di Barcellona, dove innalzarono due “pilars de 4” (una persona per piano, 4 piani; questa costruzione è considerata la più semplice di tutto il repertorio). La prima esibizione sulla Plaça de la Vila de Gràcia, considerata come la piazza propria della “colla”, è stata il 4 marzo 1997; questa esibizione convocò una sessantina de “castellers” e s'effettuarono diverse costruzioni semplici.

### I primi “castells”
La presentazione ufficiale nel mondo dei “castells” fu il 4 maggio 1997. Con i Castellers de Terrassa, i Castellers de Sants e i Castellers de Sant Andreu de la Barca a far da padrini,  completarono subito i primi “castells” da 6 livelli. Questa prima stagione ebbe un andamento piuttosto altalenante, anche se il lavoro fatto per tutto l'anno diede finalmente i suoi frutti con il raggiungimento di un “castell” da sette livelli, il 4 de 7, in occasione della loro “diada” il 23 novembre.

### Il passaggio dai “castells” da 7 ai “castells” da 8
Negli anni seguenti, la “colla” di Gràcia ha avuto una evoluzione positiva, rafforzandosi come “colla” da 7, finché, il 6 ottobre 2002, in occasione del XIX Concorso di “castells” di Tarragona, ha potuto caricare il primo 4 de 8 della loro storia, subito dopo aver scaricato anche il primo 2 de 7 nel turno anteriore. Dal 2002 i Castellers de la Vila de Gràcia non hanno mai smesso di fare il 4 de 8, e successivamente si sono consolidati come “colla” da 8 e come una delle 15-20 “colles” migliori del mondo “casteller” attuale.
La “colla” di Gràcia dispone, anch'esso fin dai suoi primi mesi di esistenza, di un gruppo proprio di “grallers”, che costituisce, allo stesso tempo, una scuola di “gralles” per chiunque voglia suonare la gralla durante le diverse attività dei “castellers”.
Nel 1999 ai Castellers de la Vila de Gràcia è stata conferita la Medalla d'Honor de Barcelona. Appartengono alle Colles de Cultura Popular de Gràcia.

## Prove
I Castellers de la Vila de Gràcia hanno avuto, come locale per le prove, diversi spazi del quartiere come la scuola Josep Maria Jujol, L'Artesà de Gràcia e la vecchia Scuola OSI. Dal 2002 il locale delle prove è alla scuola Reina Violant (c. Trilla,18 in Gràcia, Barcellona). 

## Altre attività
Dal 1998 i Castellers de la Vila de Gràcia producono la trasmissione del programma radiofonico dal contenuto inerente ai “castells”intitolato "Terços amunt!", sulle frequenze di Ràdio Gràcia. Terços amunt ha ricevuto nel 2010 il Premio Vila de Gràcia a la migliore iniziativa nel campo della comunicazione.
Disponevano anche di una rivista di periodicità trimestrale, che si è pubblicata fino al 2004, dal titolo L'Espadat.
Però l'attività “extracastellera” più importante che effettuano i Castellers de la Vila de Gràcia è l'organizzazione, dal 2001, della decorazione della “Plaça de la Vila de Gràcia” durante la Festa Major de Gràcia.

## Partecipazioni al Concorso di Tarragona
I Castellers de la Vila de Gràcia hanno partecipato a cinque edizioni del Concorso di Tarragona. Sono citati di seguito i concorsi dove è stata presente la “colla” di Gràcia, i “castells” presentati e, tra parentesi e in neretto, la posizione finale:
- XIX Concorso di “castells” di Tarragona (2002): 2 de 7, 4 de 8c, 5 de 7 (13)
- XX Concorso di “castells” di Tarragona (2004): 4 de 8i, 4 d 8c, 5 de 7, 4 de 7a (14)
- XXI Concorso di “castells” di Tarragona (2006): 2 de 7c, 4 de 8c (16)
- XXII Concorso di “castells” di Tarragona (2008): 5 de 7, 4 de 8c, 4 de 7a (15)
- XXIII Concorso di “castells” di Tarragona (2010): 4 de 8, 2 de 7, 5 de 7 (11)

## I Castellers de la Vila de Gràcia nel mondo
Esibizioni realizzate fuori dai Paesi catalani:
- Marsiglia (2001)
- Carcassonne (2002)
- Siviglia (2005)

Esibizioni realizzate nei Paesi catalani (fuori dalla Catalogna)
- Comunità Valenzana
  - Algemesí (2003)
  - La Xara (Dénia) (2007)
  - L'Alcúdia (2009)
- Catalogna del Nord
  - Baó (1998) (1999)
  - Perpignano (2005)
- Isole Baleari
  - Sant Francesc, Formentera (2010)
  - Ibiza, isola di Ibiza  (2010)

## ICaps de Colla
Il Cap de Colla è il massimo responsabile tecnico di una “colla” che fa i “castells”.
| Nome                       | Periodo                   |
| -------------------------- | ------------------------- |
| Joaquim Besaran i Alberich | novembre 1996-giugno 1997 |
| Guillem Ortega i Tous      | 1997 (dal mese di giugno) |
| Jordi Ràfols i Brasó       | 1998-2000-2001            |
| Carles Capellades i Sesé   | 1999-2004-2005            |
| Joan Font i Basté          | 2002-2003                 |
| Oriol Constantí i González | 2006-2007                 |
| Carles Gallardo i Prades   | 2008-2009                 |
| Aleix Vila i Fuertes       | 2010                      |

## I presidenti
| Nome                            | Periodo                   |
| ------------------------------- | ------------------------- |
| Ramon Josep Serra i Ruiz "R.J." | novembre 1996-giugno 1997 |
| David Palau i Garcia            | 1997 (dal mese di giugno) |
| Josep Maria Porta i Palau       | 1998                      |
| Roger Gispert i Masó            | 1999-2000-2001-2004-2005  |
| Miquel Moret i Parera           | 2002-2003                 |
| Martí Urgell i Vidal            | 2006-2007                 |
| Miquel Sendra i Pons            | 2008-2009                 |
| Arnau Dòria i Cerezo            | 2010                      |

## Primi “castells” raggiunti
| Castell                 | Data              | Giornata                                           |
| ----------------------- | ----------------- | -------------------------------------------------- |
| 4 de 6                  | 4 maggio 1997     | Presentazione ufficiale                            |
| 3 de 6                  | 4 maggio 1997     | Presentazione ufficiale                            |
| 4 de 6 amb agulla       | 4 maggio 1997     | Presentazione ufficiale                            |
| 5 de 6                  | 21 settembre 1997 | La Mercè                                           |
| 3 de 6 per sota         | 16 agosto 1998    | Festa Major de Gràcia                              |
| pilar de 5 car.         | 16 agosto 1998    | Festa Major de Gràcia                              |
| Pilar de 5              | 18 ottobre 1998   | Giornata delle “colles” del 97                     |
| pilar de 5 per sota     | 24 novembre 2002  | Giornata dei Castellers de Badalona                |
| 2 de 6 car.             | 9 novembre 1997   | Giornata dei Castellers de Sant Andreu de la Barca |
| 2 de 6                  | 29 marzo 1998     | solidarietà con “Nens del Brasil”                  |
| 6 de 6                  | 19 agosto 2000    | Vigilia della Festa Major de Gràcia                |
| 4 de 7                  | 23 novembre 1997  | I Giornata della “Colla”                           |
| 3 de 7 car.             | 29 novembre 1998  | Giornata dei Castellers de Badalona                |
| 3 de 7                  | 26 settembre 1999 | La Mercè                                           |
| 4 de 7 amb agulla car.  | 22 novembre 1998  | II Giornata della “Colla”                          |
| 4 de 7 amb l'agulla     | 16 maggio 1999    | II Anniversario della “Colla”                      |
| 3 de 7 amb l'agulla     | 25 aprile 2010    | Festa di San Giorgio, Sitges                       |
| 5 de 7                  | 25 settembre 2000 | La Mercè                                           |
| 3 de 7 aixecat per sota | 19 agosto 2001    | Festa Major de Gràcia                              |
| 2 de 7 car.             | 24 settembre 2002 | La Mercè                                           |
| 2 de 7                  | 6 ottobre 2002    | XIX Concorso di “castells” di Tarragona            |
| 4 de 8 car.             | 6 ottobre 2002    | XIX Concorso di “castells” di Tarragona            |
| 4 de 8                  | 17 agosto 2003    | Festa Major de Gràcia                              |
| 3 de 8 car.             | 24 settembre 2010 | La Mercè                                           |